# Лисаневич, Дмитрий Тихонович
Дмитрий Тихонович Лисаневич (1778 — 1825) — генерал-лейтенант, один из выдающихся деятелей Кавказской войны.

## Биография
Родился в 1778 году в бедной дворянской семье Воронежской губернии; кроме русской грамоты, его ничему не обучали.
На военную службу он поступил в 1793 году рядовым в Кубанский егерский корпус, в рядах которого участвовал в персидском походе графа Зубова, отличился при взятии Дербента и за бой под Алпаном был произведён в офицеры.
По расформировании Кубанского егерского корпуса Лисаневич был зачислен в 17-й егерский полк, с которым перешёл в Грузию и здесь под начальством Цицианова, Лазарева и Карягина прошел отличную боевую школу. В 1803 году он был уже майором, а в 1804 году за штурм Гянджи, во время которого, командуя батальоном в чине подполковника, он первым взошел на городскую стену, был 24 февраля награждён орденом св. Георгия 4-й степени (№ 646 по кавалерскому списку Судравского и № 1548 по списку Григоровича — Степанова)
За отличное мужество, оказанное им при взятии штурмом крепости Ганжи, где он по взятии первой башни был командирован ко второй и третьей башням, коими и овладел, невзирая на сильно производимый неприятелем огонь.
3 апреля 1805 года Лисаневич был назначен командиром 17-го егерского полка, 23 апреля 1806 года произведён в подполковники и 12 декабря 1807 года — в полковники.
Летом 1806 года Лисаневич оказался замешан в темной истории со смертью карабахского хана Ибрагима. Российский историк А. В. Потто повествует об этом так: «Ибрагим, не рассчитывая на собственные силы, пригласил к себе персиян, обещая сдать им Шушу и выдать малочисленный русский гарнизон, стоявший в крепости, под командой майора Лисаневича. Измена хана была обнаружена вовремя, и Лисаневич приказал арестовать его, чтобы тем отнять у него средства к побегу. Но в произошедшей при этом стычке и хан и его любимая дочь были, к несчастью, убиты случайными солдатскими пулями. Убийство хана русскими, взволновавшее умы во всей стране, было весьма неприятно Гудовичу, и на пост Лисаневича был назначен генерал-майор Небольсин». Однако в Актах Кавказской археографической комиссии об этом событии сообщается иначе. Из отношения графа И. В. Гудовича к министру иностранных дел барону А. Я. Будбергу: «Хан Карабагский, как видно из рапорта ген.-м. Небольсина, секретно разведывавшего о всех обстоятельствах сего важного происшествия, убит понапрасну подполк. Лисаневичем, об отдании коего под следствие я с сею же эстафетою всеподданнейше доношу Е. И. В.».
Во время войны с Персией 1804—1813 годов, 28 сентября 1808 года, выдержав при Кара-Бабе с одним батальоном пехоты нападение всей персидской армии, Лисаневич нанёс ей поражение, а затем у той же Кара-Бабы вторично разбил персов.
Назначенный за эти подвиги 21 января 1809 года шефом 9-го егерского полка, Лисаневич принял видное участие в покорении Имеретии, в 1810 году явился героем победы при Ахалкалаках и в том же году с двумя егерскими ротами усмирил Кубинское ханство и выручил русские войска, осажденные в Кубе. За эти дела он был пожалован орденом св. Владимира 3-й степени, чином генерал-майора и золотой саблей с надписью «За храбрость» и бриллиантовыми украшениями (9 июля 1811 года).
Бдительная охрана русских границ со стороны Бамбака и Шурагеля, дело под Паргитом в Карсском пашалыке, экспедиция в Эриванское ханство и замечательный ночной переход от Мегри до Корчевани по горам в 1812 году, заселение обширной Лорийской степи и принятие Карабахского ханства в русское подданство — таковы были дальнейшие подвиги и заслуги Лисаневича. Его имя наводило страх на туземных жителей, которые прозвали его «Дели-майором», то есть бешеным майором. 22 октября 1810 года произведён в генерал-майоры.
В наступившую Отечественную войну его тянуло с Кавказа в Россию, чтобы принять участие в отражении нашествия Наполеона, но, несмотря на неоднократные просьбы о переводе его в действующую армию, ходатайства его оставались без удовлетворения, и лишь при заключении Гюлистанского мира ему удалось прибыть в Санкт-Петербург, откуда в 1815 году он отправился на Рейн в качестве командующего 12-й пехотной дивизии и оставался с ней во Франции до 1818 года.
Пользуясь свободным от службы временем, Лисаневич объехал, под чужим именем, в сопровождении переводчика, большую часть Франции и ознакомился с законами и внутренним управлением её. По возвращении из Мобёжа в Россию он назначен был начальником той же дивизии (переименованной в 1820 г. в 7-ю пехотную), а в сентябре 1824 года по личному избранию императора Александра I стал командующим войсками на Кавказской линии и начальником 22-й пехотной дивизии, расположенной на Кавказе. В декабре того же года Лисаневич был произведён в генерал-лейтенанты. Был женат на представительнице дворянского рода армянского происхождения Екатерине Семеновне Ивановой. В браке родились двое сыновей: Дмитрий и Симеон, которые также служили в русской императорской армии и были генерал-майорами.

## Смерть
Лисаневич приехал на Кавказ в марте 1825 года и застал линию в тяжёлом положении: закубанские черкесы громили русские поселения, Кабарда была объята восстанием. Едва Лисаневич принялся за усмирение Кабарды, как в Чечне вспыхнул бунт и грозил всколыхнуть весь Дагестан. Лисаневич поспешил в Чечню на выручку гарнизона Герзель-аула, который был спасён, но 18 июля 1825 года там от руки кумыкского по другим данным чеченского муллы Учар-Хаджи погиб генерал Греков, а сам Лисаневич был смертельно ранен. Дата и место смерти Лисаневича в разных источниках отличается, в ряде энциклопедических изданий называются 18 июля (ВЭС, Леер) и 22 июля (РБСП) в Герзель-ауле, М. И. Богданович утверждает что Лисаневич скончался 20 июля, а Потто говорит, что Лисаневич был перевезён в крепость Грозную и там скончался 24 июля; место похорон его неизвестно, называются как Грозный, так и Георгиевск.